# Querido Embaixador
Querido Embaixador é um filme brasileiro de estilo docudrama, lançado no ano de 2018. É dirigido por Luiz Fernando Goulart, com roteiro de Luiz Carlos Maciel e Flavia Orlando. O filme é baseado na história do embaixador brasileiro Luiz Martins de Souza Dantas.
Nos papéis centrais da trama estão Norival Rizzo, Alice Assef, Miriam Mehler e Felipe Rocha.

## Elenco
- Norival Rizzo como Luiz Martins de Souza Dantas
- Alice Assef como Madeleine Carlier
- Miriam Mehler  como Elise Stern
- Felipe Rocha como Martins Leta
- Isio Ghelman como Jeróme Levy
- Antônio Fragoso como Paulo Carneiro
- Daniel Ericsson como Jean Pierre Dorian
- Gustavo Ottoni como Oswaldo Aranha
- Bruno Guida como Vasco Leitão da Cunha
- Helio Ribeiro como Gilberto Amado
- Flávio Pardal como Claude Levi-Strauss